# Final da Copa do Mundo FIFA de 1986
A final da Copa do Mundo FIFA de 1986 foi disputada em 29 de junho no Estádio Azteca, na Cidade do México. A Argentina venceu a Alemanha Ocidental por 3–2 e se tornou bicampeã do mundo.

## Performances dos finalistas
| Grupo A       | J | V | E | D | GP | GC | SG | Pts |
| ------------- | - | - | - | - | -- | -- | -- | --- |
| Argentina     | 3 | 2 | 1 | 0 | 6  | 2  | +4 | 5   |
| Itália        | 3 | 1 | 2 | 0 | 5  | 4  | +1 | 4   |
| Bulgária      | 3 | 0 | 2 | 1 | 2  | 4  | -2 | 2   |
| Coreia do Sul | 3 | 0 | 1 | 2 | 4  | 7  | -3 | 1   |

| Grupo E            | J | V | E | D | GP | GC | SG | Pts |
| ------------------ | - | - | - | - | -- | -- | -- | --- |
| Dinamarca          | 3 | 3 | 0 | 0 | 9  | 1  | +8 | 6   |
| Alemanha Ocidental | 3 | 1 | 1 | 1 | 3  | 4  | -1 | 3   |
| Uruguai            | 3 | 0 | 2 | 1 | 2  | 7  | -5 | 2   |
| Escócia            | 3 | 0 | 1 | 2 | 1  | 3  | -2 | 1   |

## O jogo

### Resumo
Foi uma emocionante e memorável final da Copa do Mundo. José Luis Brown abriu o placar para a Argentina aos 23 minutos com um cabeceamento após cobrança de falta da direita e permaneceu por 1-0 até o intervalo. Aos 10 minutos do segundo tempo, Jorge Valdano dobrou a vantagem da Argentina com um remate rasteiro, depois de um passe vindo da esquerda após o goleiro avançar. Karl-Heinz Rummenigge marcou um golo aos 74 minutos para a Alemanha Ocidental, o seu primeiro golo no torneio. A Alemanha Ocidental empatou aos 83 minutos, com Rudi Völler marcando com um cabeceamento de perto após cobrança de escanteio. Embora Diego Maradona tenha sido fortemente marcado por Lothar Matthäus o jogo inteiro, o seu passe soberbo para Jorge Burruchaga aos 86 minutos, permitiu à Argentina recuperar a liderança aos 3–2, quando deslizou a bola passando pelo goleiro que avançava da direita para o canto da rede.
Seis cartões amarelos foram emitidos nesta partida, o que foi um número recorde até a final da Copa do Mundo de 2010. Dois deles foram emitidos por causa da perda de tempo de jogadores argentinos. Quando o relógio expirou, a Argentina comemorou sua segunda vitória na Copa do Mundo em três torneios, depois de vencer a Copa do Mundo de 1978 em casa.

### Detalhes da partida
| 29 de junho de 1986 | Argentina                                | 3 - 2     | Alemanha                    | Estádio Azteca, Cidade do México                   |
| 12:00               | Brown 21' · Valdano 56' · Burruchaga 84' | Relatório | Rummenigge 74' · Völler 81' | Público: 114 600 Árbitro: BRA Romualdo Arppi Filho |

| Argentina | Alemanha Ocidental |

| GK             | 18 | Nery Pumpido        | 85' |     |     |
| SW             | 5  | José Luis Brown     |     |     |     |
| CB             | 9  | José Luis Cuciuffo  |     |     |     |
| CB             | 19 | Oscar Ruggeri       |     |     |     |
| RWB            | 14 | Ricardo Giusti      |     |     |     |
| LWB            | 16 | Julio Olarticoechea | 77' |     |     |
| DM             | 2  | Sergio Batista      |     |     |     |
| AM             | 10 | Diego Maradona      | 17' |     |     |
| CM             | 12 | Héctor Enrique      | 81' |     |     |
| SA             | 7  | Jorge Burruchaga    |     | 90' |     |
| CF             | 11 | Jorge Valdano       |     |     |     |
| Substitutos:   |    |                     |     |     |     |
| MF             | 21 | Marcelo Trobbiani   |     |     | 90' |
| Treinador:     |    |                     |     |     |     |
| Carlos Bilardo |    |                     |     |     |     |

| GK                | 1  | Harald Schumacher         |     |     |
| SW                | 17 | Ditmar Jakobs             |     |     |
| CB                | 4  | Karlheinz Förster         |     |     |
| CB                | 2  | Hans-Peter Briegel        | 62' |     |
| RWB               | 14 | Thomas Berthold           |     |     |
| LWB               | 3  | Andreas Brehme            |     |     |
| CM                | 6  | Norbert Eder              |     |     |
| CM                | 8  | Lothar Matthäus           | 21' |     |
| AM                | 10 | Felix Magath              |     | 62' |
| LW                | 11 | Karl-Heinz Rummenigge (c) |     |     |
| CF                | 19 | Klaus Allofs              |     | 46' |
| Substitutos:      |    |                           |     |     |
| FW                | 9  | Rudi Völler               |     | 46' |
| FW                | 20 | Dieter Hoeneß             |     | 62' |
| Treinador:        |    |                           |     |     |
| Franz Beckenbauer |    |                           |     |     |

| Árbitros assistentes: Erik Fredriksson (SvFF) Berny Ulloa Morera (FCF) | Regras de jogo: - 90 minutos - 30 minutos de tempo extra se necessário - Cinco substitutos mencionados, dos quais dois podem ser usados |